# Echaporã (kommun)
Echaporã är en kommun i Brasilien.   Den ligger i delstaten São Paulo, i den södra delen av landet, 800 km söder om huvudstaden Brasília. Antalet invånare är 6 318.
Följande samhällen finns i Echaporã:
- Echaporã

Omgivningarna runt Echaporã är huvudsakligen savann. Runt Echaporã är det glesbefolkat, med 13 invånare per kvadratkilometer.